# Статилија Месалина
Статилија Месалина (око 35 - након 68) је била римска царица, жена цара Нерона.

## Биографија
Месалинин први муж био је конзул Марко Јулије Атик коме је можда родила сина (који је умро 88. године). Око 65. године постала је љубавница цара Нерона. Након смрти цареве друге супруге, Попеје Сабине, Атик је приморан на самоубиство (66. године) како би се Месалина могла удати за Нерона. Месалина је преживела годину четири цара у којој је Нерон погинуо. Након Неронове смрти, обећала је да ће се удати за новог цара, Отона. Међутим, Отон је умро пре него што ју је успео оженити.